# Steve Bond
Steve Bond, né Shlomo Goldberg à Haïfa le 22 avril 1953 est un acteur de télévision et de cinéma israélo-américain, qui a aussi été mannequin.

## Biographie
Shlomo Goldberg naît à Haifa, d'une mère née roumaine et d'un père né hongrois qui ont immigré en Israël. Il épouse Cindy en 1982, et ils ont deux enfants, dont une fille, Ashlee Bond, cavalière olympique en saut d'obstacles pour Israël.

### Carrière d'acteur et de mannequin
Il joue, encore mineur, dans Tarzan et l'Enfant de la jungle (en) (1968). En octobre 1975, il pose nu pour le magazine Playgirl. Il déménage aux États-Unis au début des années 1980. Il participe à la série télévisée Hôpital central, où il incarne Jimmy Lee Holt de 1983 à 1987. En 1984, il pose torse nu pour un poster. Il participe aux strip-teases du groupe Chippendales et apparaît dans l'un des calendriers.
En 1988 il joue un rôle de protagoniste, Travis Abilene dans Picasso Trigger.
En 1989, il participe à la série télévisée Santa Barbara dans le rôle de Mack Blake pendant une année. Il se prête ensuite à des rôles de vampire dans Sang et passion (en) (To Die For, 1989) et sa suite Le Fils des ténèbres (en) (Son of Darkness: To Die For II, 1991).

## Filmographie partielle
- 1968 : Tarzan et l'Enfant de la jungle (en) de Robert Gordon : Erik Brunik, l'Enfant de la jungle
- 1976 : Les baskets se déchaînent (en) de Rene Daalder : Craig
- 1979 : Le Collège en folie (en) de Gerald Seth Sindell : John
- 1979 : Gas Pump Girls de Joel Bender : Butch
- 1980 : Witches' Brew (en) de Richard Shorr et Herbert L. Strock : Mike
- 1983 : The Prey d'Edwin Brown : Joel
- 1983 - 1987 : Hôpital central, série télévisée : Jimmy Lee Holt
- 1988 : Picasso Trigger d'Andy Sidaris : Travis Abilene
- 1989 : Santa Barbara : Mack Blake
- 1989 : Sang et passion (en) (To Die For)
- 1989 : Magdalene de Monica Teuber : Père Mohr
- 1991 : Le Fils des ténèbres (en) (Son of Darkness: To Die For II)
- 1992 : Femmes de la nuit de Sergio Martino : Mark Derrick
- 2017 : Noël en dansant (Enchanted Christmas), téléfilm de Terry Cunningham : Oliver

## Récompenses
- En 1984, il remporte le titre de Most Exciting New Actor aux Soapy Awards pour son rôle dans Hôpital central[5].